# Luis Profili
Luis Hermenegildo Profili (1906 – 1975) fue un empresario y compositor argentino oriundo de la provincia de Mendoza.

## Biografía
Luis Hermenegildo Profili nació el 13 de abril de 1906. Era hijo de Don Alfredo Profili y Doña Apolonia Corinti, un matrimonio italiano que tuvo otros tres hijos. De su padre heredó el oficio de albañil, y con él se ganó la vida con solvencia.
Estudió en Buenos Aires el oficio de Maestro Mayor de Obras, y al regresar a su ciudad natal luego de finalizar sus estudios, tomaría las riendas junto con sus hermanos de la empresa constructora que su padre fundase en el año 1900.
Si bien Profili dedicó su vida al rubro de la construcción y a la actividad vitivinícola, en sus ratos libres se dedicó con tesón a su verdadera pasión: la música vernácula. A pesar de no saber música ni tocar más instrumento que el bombo, desde temprana edad comenzaría a componer canciones, a veces de forma impensada, especialmente zambas, género musical que amaba profundamente.
De su genio innato brotó una zamba, cuyas primeras letras le concedieron su futuro título de «Zamba de mi esperanza». Según sus biógrafos, la zamba fue compuesta durante la década de 1950, época de esplendor del cancionero nativo. Profili, muy frecuentador de las peñas, dio a conocer en una de ellas su reciente creación y el público quedó inmediatamente cautivado.
De la mano de su amigo Félix Dardo Palorma, quien le ayudaría a poner la música sobre un pentagrama, fue registrada en SADAIC con el seudónimo de Luis H. Morales en el año 1964; (se puso ese nombre por un lado porque pensaba que un apellido italiano no sería adecuado para un cantante de folclore, y por el otro porque prefería no darse a conocer quizá debido a su timidez). En ese mismo año fue grabada por el cantante jujeño Jorge Cafrune en su álbum Emoción, canto y guitarra y formó parte del repertorio del conjunto folclórico Los Chalchaleros. Profili murió en su ciudad natal en 1975.